# セコム上信越
セコム上信越株式会社（せこむじょうしんえつ）は、新潟県新潟市中央区に本社を置く警備保障会社。上信越エリア（新潟県、長野県、群馬県）を担当するセコムの地域子会社。新潟県初の警備保障会社。 創業家の野沢一族による同族経営が行われている。
2021年7月15日、セコム株式会社は株式公開買付けにより88.03%の株式を取得した。2021年11月1日に株式交換によりセコム株式会社の完全子会社となった。

## 沿革
- 1967年（昭和42年）5月 - 日本警備保障新潟株式会社設立。[5]
- 1969年（昭和44年）3月 - 社名を日本警備保障上信越株式会社に変更。[5]
- 1983年（昭和58年）12月 - 日本警備保障株式会社（現 セコム株式会社）の商号変更にあわせ、セコム上信越株式会社に商号を変更。[5]
- 1998年（平成10年）12月 - 株式会社日警電業（現 セコムテクノ上信越株式会社）がグループ入り。[5]
- 2002年（平成14年）2月 - 東京証券取引所第二部に上場。[5]
- 2017年（平成29年）7月 - セコム佐渡株式会社を完全子会社化。[6]
- 2021年（令和3年）7月15日 - 親会社のセコム株式会社が株式公開買付けにより88.03%の株式を取得。[4]
- 2021年（令和3年）11月1日 - 株式交換によりセコム株式会社の完全子会社となる。[7]

## 関連会社
- セコムジャスティック上信越
- セコムテクノ上信越
- セコム佐渡